# Derrek Lee
Derrek Leon Lee (Sacramento, California, 6 de septiembre de 1975), más conocido como Derrek Lee, es un exjugador profesional estadounidense de béisbol que se desempeñó en la posición de primera base en las Grandes Ligas de Béisbol (MLB). Logró obtener tres Guantes de Oro.

## Carrera
Lee jugó como profesional una temporada en San Diego Padres (1997), después pasó por varios equipos, Florida Marlins (1998-2003), Chicago Cubs (2004-2010), Atlanta Braves (2010), Baltimore Orioles (2011), y finalmente, a Pittsburgh Pirates, donde jugó una temporada (2011), y fue el equipo en el que se retiró.

## Premios
Fue galardonado con el Guante de Oro en tres oportunidades (2003, 2005 y 2007).